# Sengouagnet
 Sengouagnet  là một xã thuộc tỉnh Haute-Garonne trong vùng Occitanie tây nam nước Pháp. Xã này nằm ở khu vực có độ cao trung bình 524 mét trên mực nước biển.